# Frank (film)
Frank – brytyjsko-irlandzki film komediowy z gatunku dramat z 2014 roku w reżyserii Lenny'ego Abrahamsona. Wyprodukowany przez wytwórnię Film4, Irish Film Board - Bord Scannán na hÉireann, Element Pictures i Runaway Fridge Films.
Premiera filmu odbyła się 17 stycznia 2014 podczas Festiwalu Filmowego w Sundance, a cztery miesiące później 9 maja w Wielkiej Brytanii. W Polsce premiera filmu odbyła się 11 lipca 2014. Zdjęcia do filmu zrealizowano w Dublinie i w Bray w Irlandii oraz Albuquerque w Nowym Meksyku i Austin w Teksasie w Stanach Zjednoczonych, a kręcenie zdjęć rozpoczęto 8 stycznia 2013.

## Opis fabuły
Dwudziestoparolatek Jon Burroughs (Domhnall Gleeson) mieszka z rodzicami w nadmorskim miasteczku w Wielkiej Brytanii. Ma nudną pracę i bardzo chce zrobić karierę muzyczną. Szansa na spełnienie marzeń pojawia się, gdy do jego miejscowości przyjeżdża na koncert popowa grupa Soronprfbs. Liderem zespołu jest genialny Frank (Michael Fassbender), który nie pokazuje się bez maski – ogromnej głowy z masy papierowej. Do kapeli należy też nadpobudliwa Clara (Maggie Gyllenhaal). Jon dołącza do muzyków, ale współpraca z grupą ekscentryków szybko zaczyna przerastać wrażliwego chłopaka.

## Obsada
- Domhnall Gleeson jako Jon Burroughs
- Michael Fassbender jako Frank
- Maggie Gyllenhaal jako Clara
- Scoot McNairy jako Don
- François Civil jako Baraque
- Carla Azar jako Nana
- Tess Harper jako mama Franka
- Bruce McIntosh jako tata Franka
- Hayley Derryberry jako Simone
- Lauren Poole jako Alice
- Kevin Wiggins jako Hillbilly
- Moira Brooker jako matka Jona
- Paul Butterworth jako ojciec Jona[4]

## Nagrody i nominacje
Źródło: Filmweb
| Rok  | Miejsce                         | Nagroda | Kategoria                                  | Odbiorcy i nominowani        | Wynik     |
| ---- | ------------------------------- | ------- | ------------------------------------------ | ---------------------------- | --------- |
| 2014 | British Independent Film Awards | BIFA    | Najlepszy scenariusz                       | Jon Ronson i Peter Straughan | Wygrana   |
| 2014 | British Independent Film Awards | BIFA    | Najlepsze osiągnięcie techniczne za muzykę | Stephen Rennicks             | Wygrana   |
| 2014 | British Independent Film Awards | BIFA    | Najlepsza aktorka drugoplanowa             | Maggie Gyllenhaal            | Nominacja |
| 2014 | British Independent Film Awards | BIFA    | Najlepszy aktor drugoplanowy               | Michael Fassbender           | Nominacja |
| 2014 | British Independent Film Awards | BIFA    | Najlepszy reżyser                          | Lenny Abrahamson             | Nominacja |